# Goldstream Provincial Park
Der Goldstream Provincial Park ist ein Provinzpark in der kanadischen Provinz British Columbia. Er liegt in der Stadt Langford rund 16 km nordwestlich von Victoria auf Vancouver Island und erstreckt sich über eine Fläche von 477 ha. Der Park liegt im Capital Regional District.

## Anlage
Der Park liegt im unmittelbaren Einzugsgebiet von Victoria. Er besteht dabei aus dem räumlich getrennten Campingbereich und dem Picknickbereich. Der Campingbereich liegt am Goldstream River mit dem Goldstream Falls, während sich der Picknickbereich (Day Use Area) in dem Bereich um den Niagara Creek Falls und den Unterlauf des Goldstream River befindet. Die Niagara Creek Falls stürzen dabei 47,3 m tief in ein Becken, während hingegen die Goldstream Falls nur wenige Meter hoch sind.
Der Park ist von verschiedenen Wanderwegen durchzogen. Außerdem wird er vom British Columbia Highway 1, der ein Teil des Trans-Canada-Highway-Systems ist, durchschnitten. Weiterhin umfasst der Goldstream Provincial Park mit dem Mount Finlayson einen Abschnitt der Gowlland Range.
Bei dem Park handelt es sich um ein Schutzgebiet der Kategorie II (Nationalpark).
Mit 771.884 Besuchern (Personentagen) in der Saison 2023/2024, die von April bis März geht, gehörte er zur Gruppe der zehn am meisten besuchten Parks der Provinz.

## Geschichte
Der Park wurde im Jahr 1956 eingerichtet. Mehrere First Nations nutzten den Goldstream River jedoch schon lange zuvor zum Fischen, insbesondere während der Lachswanderungen. Mitte des 19. Jahrhunderts fand man dort Gold, was einen kurzlebigen Goldrausch auslöste. Die Goldsucher verließen das Gebiet meist nach kurzer Zeit, um an anderen Orten weiterzusuchen.
Obwohl die meisten die Region verließen, blieben doch einige in Victoria, so dass die Hauptstadt der Provinz schnell wuchs. Um ihre Wasserversorgung zu gewährleisten, entstand eine Wasserleitung vom Goldstream River in die Stadt. Der für die Leitung zuständige Greater Victoria Water Board übergab das Gebiet 1958 der Provinz.
1994 wurde das Gebiet des höchsten Berges im Gebiet um Victoria, des Mount Finlayson, dem Park zugeschlagen. 1996 kamen weitere Gebiete hinzu, so dass der Park seine heutige Größe erreichte.

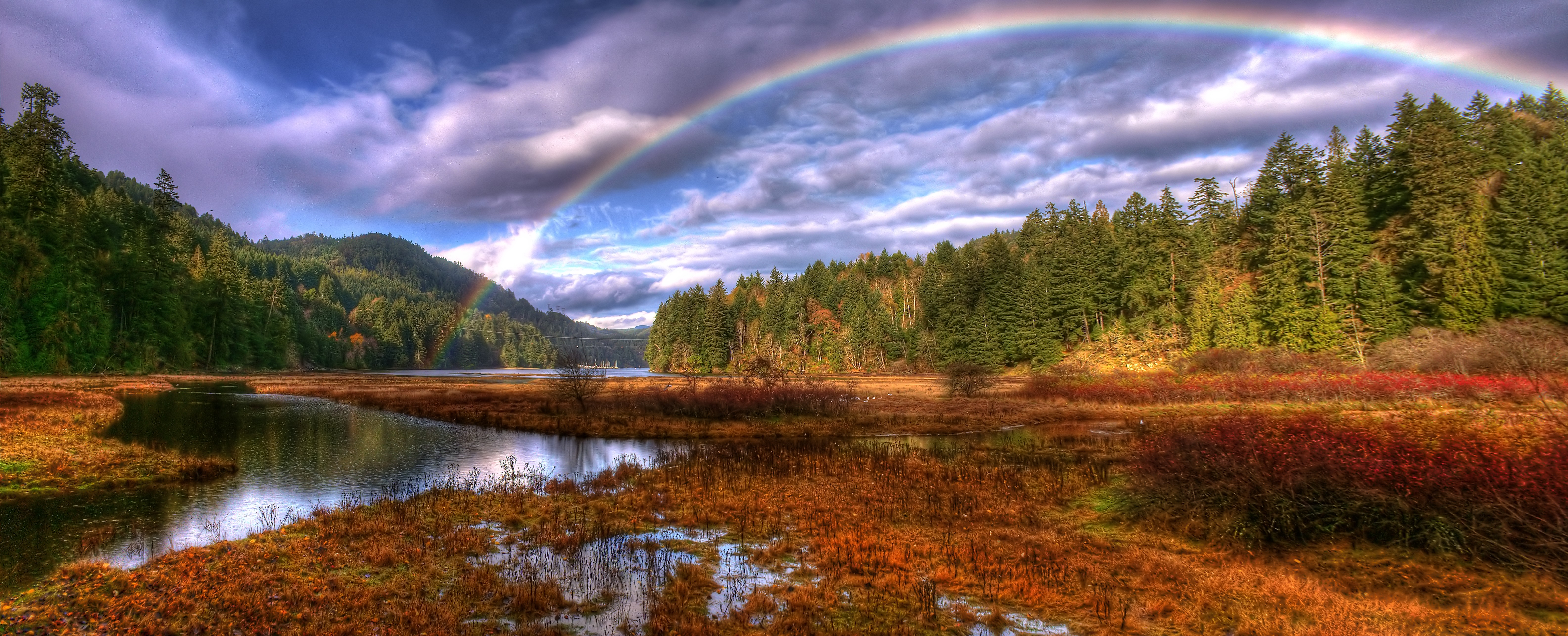
Südlich des Finlayson Arm im Goldstream Provincial Park

Am 16. April 2011 kam es zu einem Tanklastwagenunglück, bei dem erhebliche Mengen Diesel in den Fluss gerieten.

## Flora und Fauna
Innerhalb des Ökosystems von British Columbia wird das Parkgebiet der der Coastal Douglas- fir Zone zugeordnet. Diese Biogeoklimatischen Zonen zeichnen sich durch das gleiche Klima und gleiche oder ähnliche biologische sowie geologische Voraussetzungen aus. Daraus resultiert in der jeweiligen Zone dann ein sehr ähnlicher Bestand an Pflanzen und Tieren.

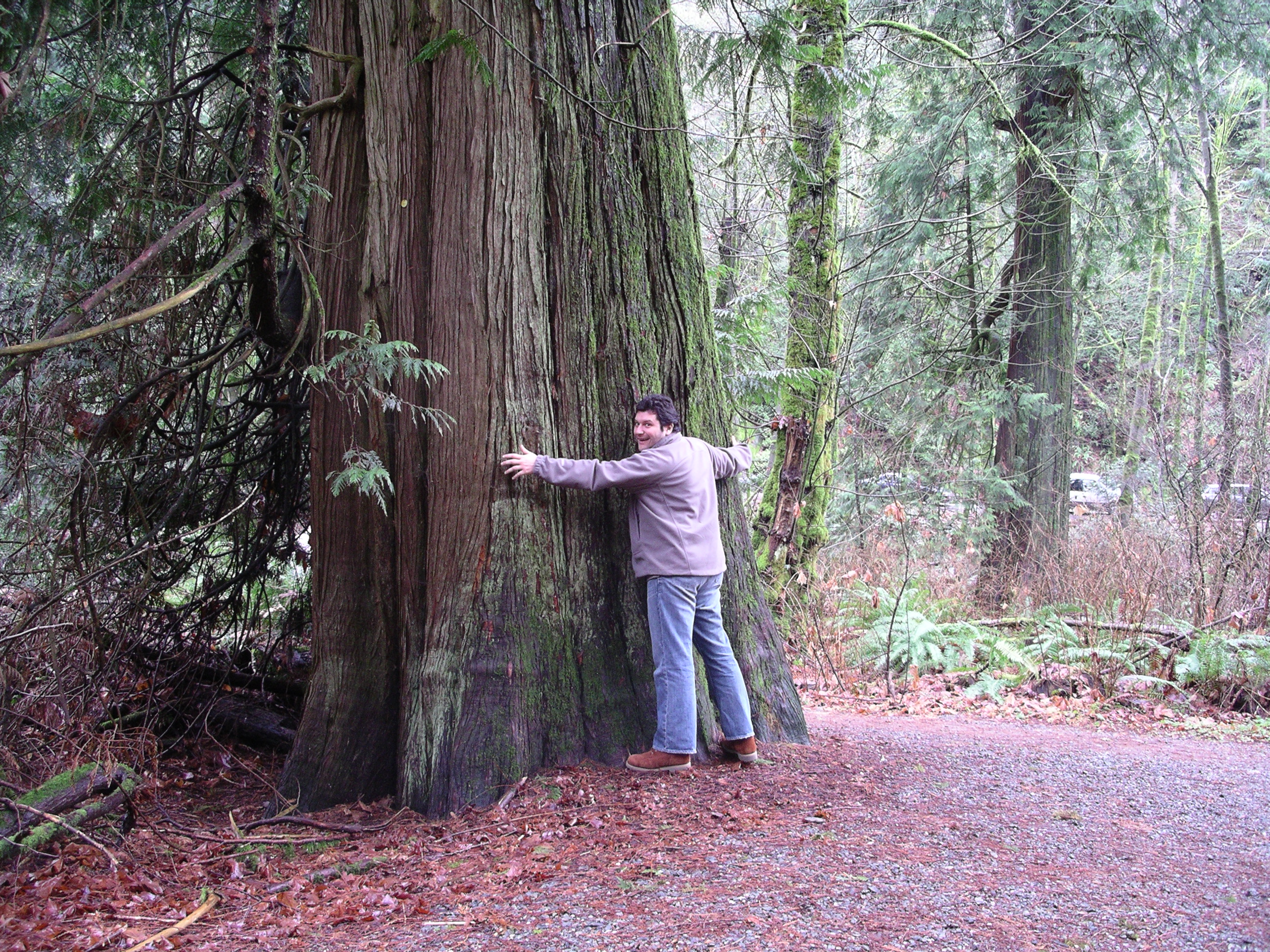
Einer der größeren Bäume im Park, ein Riesen-Lebensbaum (Thuja plicata), auch Western oder Pacific Red Cedar genannt

Darüber hinaus finden sich im Park noch Bestände von 600 bis 700 Jahre alten Douglasien, Riesenlebensbäumen, westamerikanische Hemlocktannen und Ahornbäumen, aber auch der amerikanische Erdbeerbaum und die westliche Balsam-Pappel sowie zahlreiche Blütenpflanzen. Hinzu kommt noch eine selten gewordene Eichenart, die Oregon-Eiche (englisch Garry oak). Der Wald hat auch hier einen Unterwuchs aus Schwertfarnen und Heidekrautgewächsen. Den in weiten Teilen der Provinz verbreiteten Pazifischen Blüten-Hartriegel, die Wappenpflanze von British Columbia, findet man auch hier.
Der namengebende Goldstream River weist von Ende Oktober bis in den November starke Lachswanderungen (hauptsächlich Ketalachs und Silberlachs) auf und beherbergt eine große Population von Weißkopfseeadlern. Bis zu 25.000 Lachse wandern vom Pazifik über den Finlayson Arm in den Park. Auch Schwarzbären, Pumas (Cougars), Otter, Biber und zahlreiche Nagetierarten leben im Park. Ebenfalls finden sich im Park relativ häufig verschiedene Arten der Strumpfbandnattern.

## Aktivitäten
Der Park bietet eine Vielzahl von Wandermöglichkeiten, wie den „Mount Finlayson Trail“.
Im Park befindet sich das von RLC Enterprize unterhaltene Goldstream Nature House, welches Veranstaltungen (die sogenannten „Interpretive Programs“) durchführt. Diese Veranstaltung bietet Vorträge und Spiele, um dem Publikum die Natur nahezubringen sowie Ausstellungen zur Naturgeschichte des Parks.

## Belege
1. ↑  Goldstream Park in der World Database on Protected Areas (englisch)
2. ↑  Visitor Use Attendance Report – 2018/19 to 2023/24. (PDF, 840KB) BC Parks, 6. Dezember 2024, abgerufen am 19. August 2025 (englisch).
3. ↑  Goldstream Park Management Plan. (PDF; 1,56 MB) British Columbia Ministry of Environment, Lands and Parks, März 1993, abgerufen am 22. Mai 2025 (englisch).
4. ↑  Ecosystems of British Columbia. (PDF; 10,31 MB) British Columbia Ministry of Forests, Lands and Natural Resource Operations, Februar 1991, abgerufen am 3. Januar 2013.
5. ↑  Biogeoclimatic Zones of British Columbia. British Columbia Ministry of Forests, Lands and Natural Resource Operations, abgerufen am 3. Mai 2016.
6. ↑  Tree Book. Arbutus. British Columbia Ministry of Forests, Lands and Natural Resource Operations, abgerufen am 3. Januar 2013.